# Юга Безногий
Юга Безногий (рум. Iuga Ologul; пом. 19 липня 1400) — господар Молдавії у 1399—1400 роках із династії Мушатів.

## Життєпис
Юга Безногий був другим сином господаря Романа I та Анастасії Мушат.
Під прізвиськом «Безногий» він уперше згадується в Путнянському літописі початку XVI століття. Причини, чому він відомий під таким прізвиськом, достеменно невідомі, однак є припущення, що він міг страждати через хворобу, яка створювала складнощі у пересуванні.
В історичних джерелах має місце плутанина між Югою Безногим та подільським князем Юрієм Коріятовичем, який також був господарем Молдавії у 1374 році. Плутанина виникла через те, що Юга — це адаптований у румунській місцевості варіант руського імені Юрій. Крім того, Юга міг бути охрещений на честь Юрія Коріятовича, оскільки його мати Анастасія була княгинею литовського походження.
Юга мав зведених братів Михайла, Стефана (господар Молдавії у 1394—1399 роках), Олександра та Богдана.

## Правління
Період правління Юги Безногого варіюється від кількох місяців до двох років. Це випливає з того, що його перший акт датований 28 листопада 1399 року, а перший акт його наступника, Олександра I, — 29 червня 1400 року. Крім того, з дати першого відомого акта Юги Безногого випливає, що він посів престол до смерті брата — Стефана I; імовірно, він відмовився від престолу через стан здоров'я. Є також припущення, що Стефан I призначив Югу своїм наступником, оскільки його діти, Богдан та Стефан, були малолітніми, через що бояри могли б повністю перебрати владу до своїх рук.
Одразу ж після сходження на престол проти Юги виступив його молодший зведений брат Александру. Він знайшов прихисток в господаря Волощини Мірчі I. 1400 року він відправив до Молдавії військо на чолі з Александру. Під час походу вдалося полонити Югу. Александру став господарем Молдавії (нині відомий як Олександр I Добрий), а Юга був відправлений до Волощини як заручник Мірчі I.
Юга Безногий помер між 7 січня 1403 року, коли він вперше не згадується в грамоті Олександра I серед переліку колишніх господарів, та 1407 роком, коли почалася відбудова Бистрицького монастиря, в якому Юга фігурує як покійний.
Місце поховання Юги Безногого не встановлено досі.

## Родина
Із грамоти Юги від 28 листопада 1399 року випливає, що він був одружений та мав дітей, однак їхні імена не встановлені.